# 阿姆扎恰鄉
43°57′32″N 28°23′46″E / 43.95889°N 28.39611°E
阿姆扎恰鄉（羅馬尼亞語：Comuna Amzacea, Constanța），是羅馬尼亞的鄉份，位於該國西南部，由康斯坦察縣負責管轄，面積130平方公里，海拔高度99米，2007年人口2,631，人口密度每平方公里20人。